# Serendipita vermifera
Serendipita vermifera är en svampart som först beskrevs av Franz Oberwinkler, och fick sitt nu gällande namn av P. Roberts 1993. Serendipita vermifera ingår i släktet Serendipita, ordningen Auriculariales, klassen Agaricomycetes, divisionen basidiesvampar och riket svampar.   Inga underarter finns listade i Catalogue of Life.
I den svenska databasen Dyntaxa används istället namnet Exidiopsis vermifera för samma taxon.  Arten har ej påträffats i Sverige.